# Polypterus teugelsi
Polypterus teugelsi is een straalvinnige vissensoort uit de familie van de kwastsnoeken (Polypteridae). De wetenschappelijke naam van de soort is voor het eerst geldig gepubliceerd in 2004 door Britz.